# Alhambra Valley, Kalifornija
Alhambra Valley je naseljeno područje za statističke svrhe u američkoj saveznoj državi Kalifornija. Prema popisu stanovništva iz 2010. u njemu je živjelo 924 stanovnika.